# Find•fight•follow

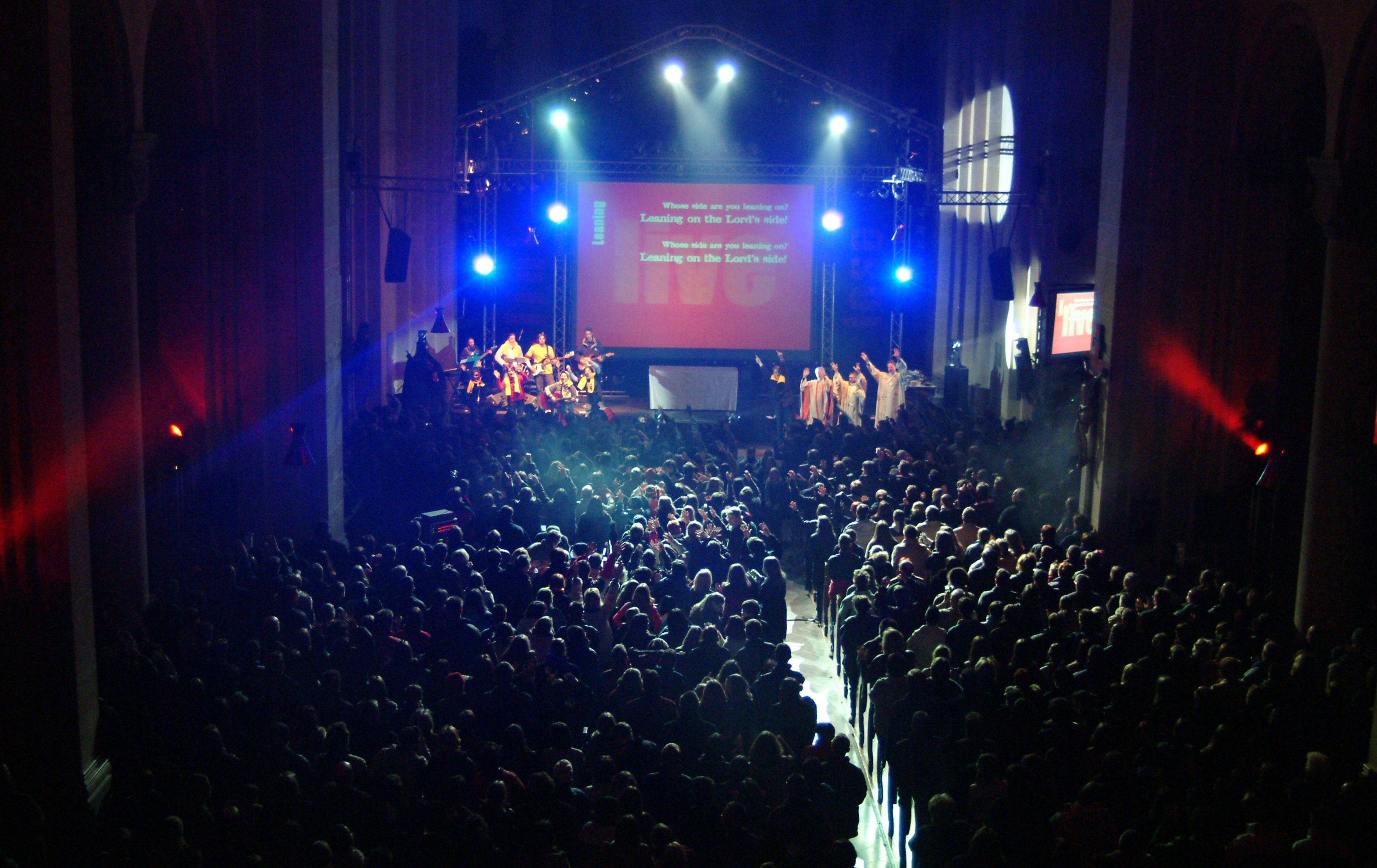
Einer der ersten Gottesdienste fand am 8. Dezember 2003 in der Kirche am Mexikoplatz in Wien statt. Über 3000 Jugendliche feierten mit.

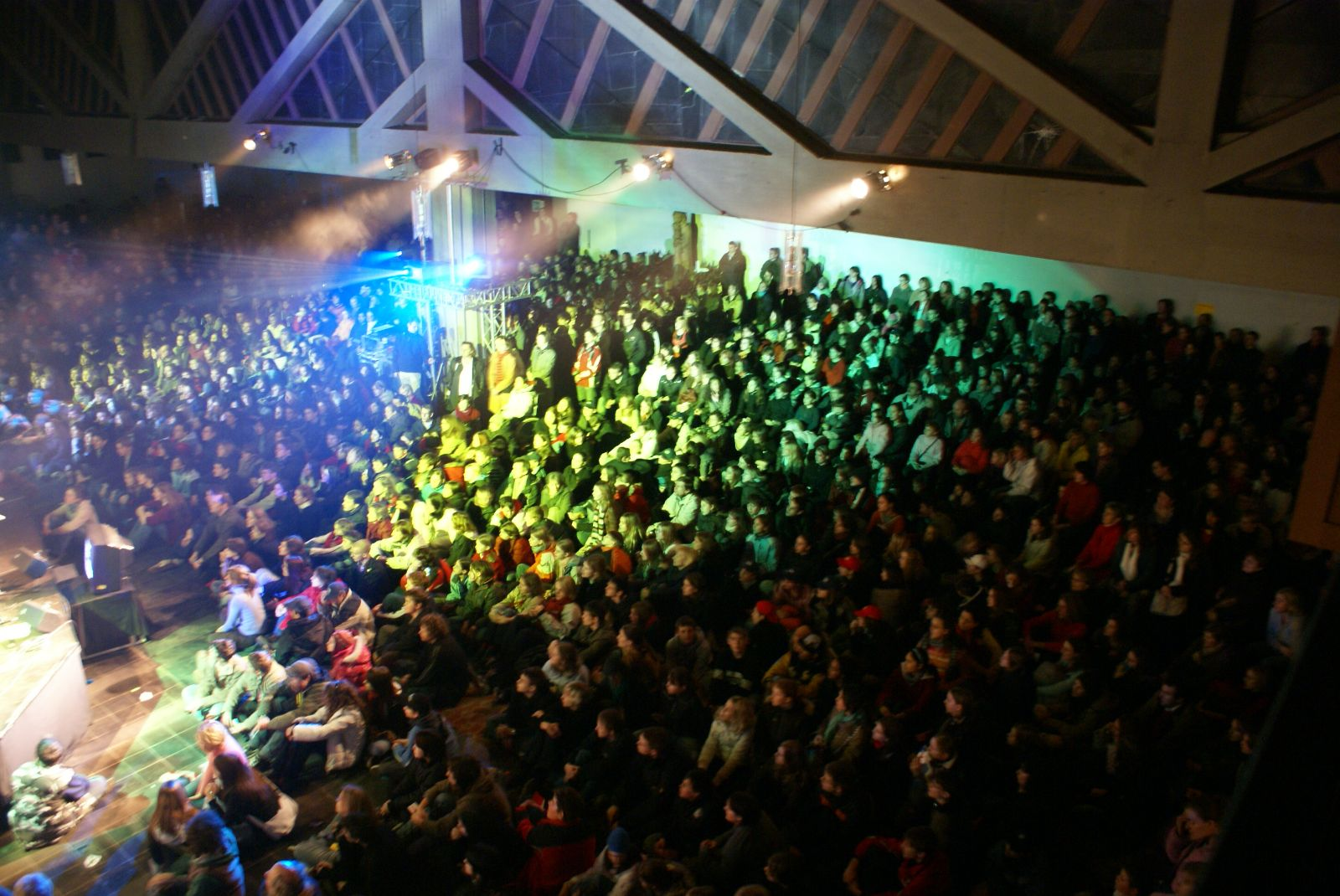
Alle Firmkandidaten (Konfirmanden) Wiens wurden zum Firmevent „FeuerFest“ in die Jugendkirche Wien eingeladen. Den Abschluss bildete ein find•fight•follow-Gottesdienst.

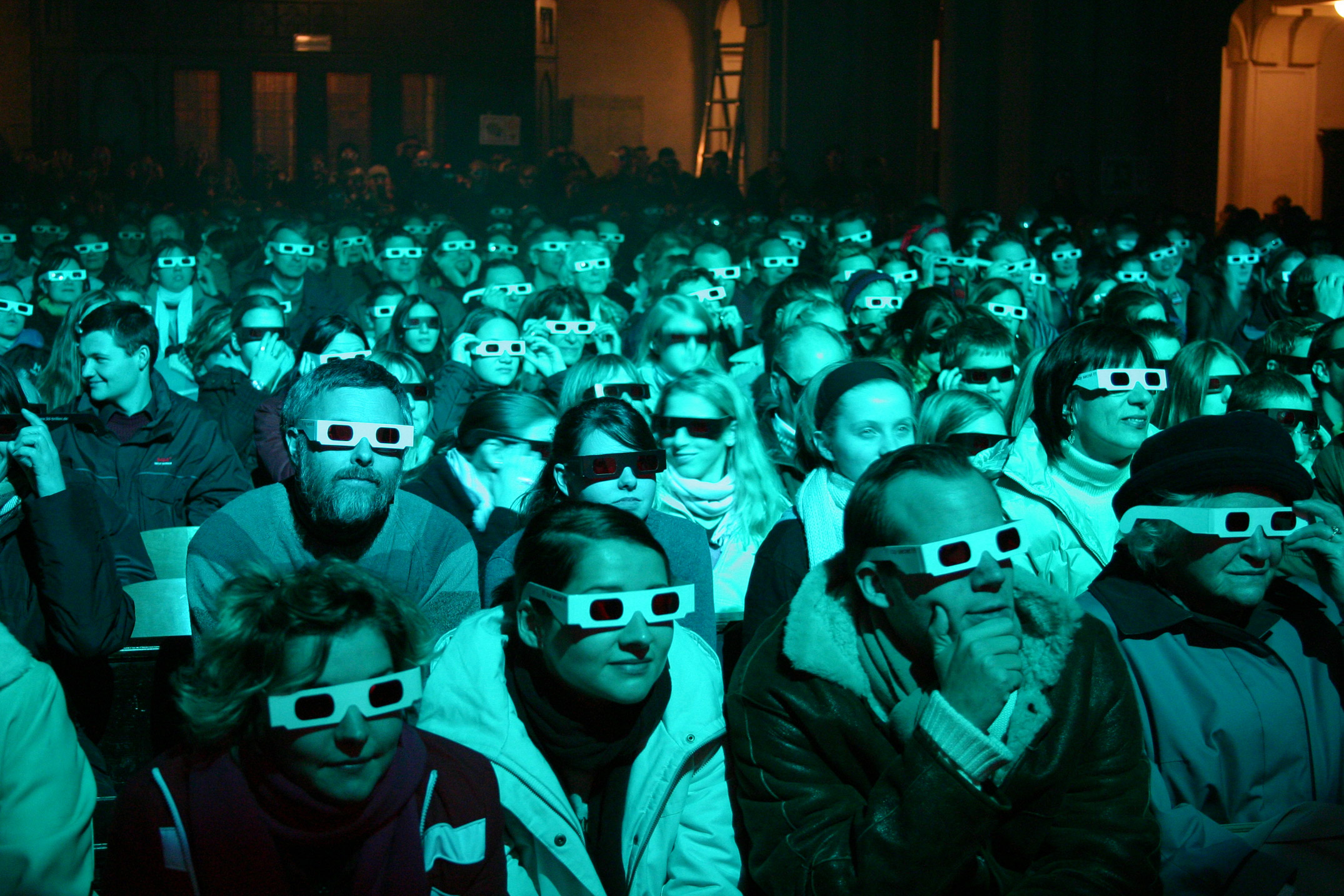
3D-Brillen beim Gottesdienst am 21. November 2004 in der Wiener Minoritenkirche

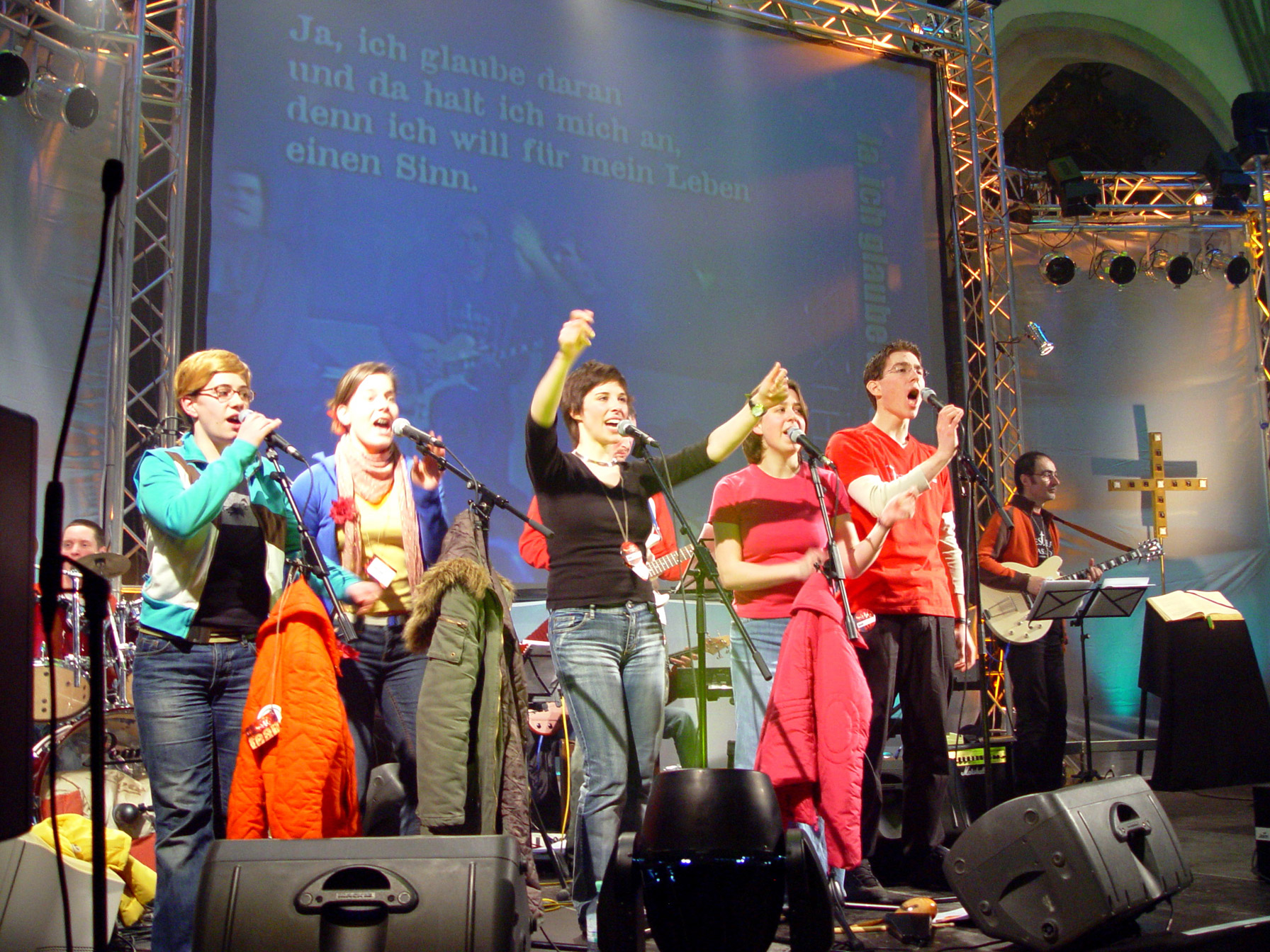
Rockband beim Gottesdienst am 13. März 2005 in Korneuburg

find•fight•follow ist der Titel der größten Jugendgottesdienste im deutschen Sprachraum, die zwischen 2003 und 2011 im Osten Österreichs stattfanden. Sie waren „eine Mischung aus Pop-Events und modernen Jugendgottesdiensten“ und wurden durchschnittlich von 1500 Jugendlichen besucht. find•fight•follow war ein Projekt der Katholischen Jugend Wien. 

## Geschichte
Die ungewöhnlichen Jugendgottesdienste wurden 2003 auf Initiative von P. Georg Sporschill SJ ins Leben gerufen und von einer Gruppe von Ehrenamtlichen rund um den damaligen Vorsitzenden der Katholischen Jugend der Erzdiözese Wien, Florian Unterberger, organisiert. Ziel war es, eine Brücke zwischen der christlichen Botschaft und der Lebenswelt der Jugendlichen zu schlagen. Die ersten drei Gottesdienste fanden in der barocken Basilika Maria Treu im 8. Bezirk in Wien statt und zogen zwischen 1300 und 2000 Besucher an.
Aufgrund des unerwarteten Erfolges und des großen Zuspruchs der Besucher wurde entschieden, die ursprünglich nur als Dreierstaffel geplanten Gottesdienste weiterzuführen. Die Anzahl der Gottesdienste schwankte seither zwischen drei und zehn Events pro Jahr, als Veranstaltungsorte dienten meist große Kirchen im Osten Österreichs. Die Gottesdienste wurden von Jugendlichen der umliegenden Pfarren organisiert, die vom nach wie vor ehrenamtlich arbeitenden Leitungsteam unterstützt wurden.
Nach erfolgreichen Ablegern in Tirol und in der Steiermark fand im Schuljahr 2008/2009 auch der erste find•fight•follow-Gottesdienst außerhalb der Erzdiözese Wien statt, im Eisenstädter Dom in der Diözese Eisenstadt. 
Ab 2006 lag die Verantwortung für die Gottesdienste in den Händen des Informatik-Studenten Stephan Bazalka, der sie im Jahre 2009 an Julia Steiner übergab.
Am 29. Mai 2011 fand der letzte find•fight•follow-Gottesdienst in Langenzersdorf statt. Der Gottesdienst hatte rund 1700 Besucher und wurde erstmals unter freiem Himmel in einem Freibad veranstaltet.

## Merkmale
Fünf Merkmale unterschieden die zumeist als Messen gefeierten Jugendgottesdienste von herkömmlichen katholischen Gottesdiensten:
- Rock- und Popmusik (im Stil der Contemporary Christian Music) dominiert die musikalische Gestaltung der Gottesdienste.
- Alle Texte werden in einer Sprache formuliert, die für Jugendliche ohne kirchliche Erfahrungen verständlich sein soll.
- Damit der Gottesdienst von den Jugendlichen als Feier erlebt wird, werden eine konzerttaugliche Soundanlage und stimmungsvolle Lichteffekte eingesetzt.
- Durch ungewöhnliche Methoden (Videosequenzen, Straßenumfragen, Pantomime-Sequenzen, 3D-Brillen, SMS-Umfragen) soll die Botschaft des Gottesdienstes möglichst eindringlich transportiert und ein Erlebnis für möglichst viele Sinne gewährleistet werden.

Großer Wert wird auf die musikalische Qualität gelegt: Die „find-fight-follow-Band“ hat eine CD mit den beliebtesten Stücken der ersten Staffeln herausgebracht, bei einigen Gottesdiensten kam es zu Gastauftritten bekannter Musiker u. a. von Coshiva und Vincent Bueno. Kidney Loop, eine Band, die zur Hälfte aus der Ur-Besetzung der find-fight-follow-Band besteht, hat 2008 ihre erste CD „Quote for a Quickie“ herausgebracht und mit dem Song „Gib mir den Ball“ den FM4-Soundpark-Contest zur Fußball-EM 2008 gewonnen.
Die Erfahrungen der vergangenen Jahre zeigen, dass von den Gottesdiensten starke Impulse für die normalen Pfarrgottesdienste ausgehen und sie eine Reform der liturgischen Praxis unterstützen.

## Bedeutung
Die Gottesdienstreihe find-fight-follow ist mit ihrem Konzept, große „Event-Gottesdienste“ für Jugendliche anzubieten, in der katholischen Kirche Europas einmalig. Noch nie zuvor wurde ein Event-Konzept so konsequent auf katholische Gottesdienste umgelegt. Damit wurden bisherige Formen von Jugendliturgie revolutioniert: Indem nicht nur einzelne Teile des Gottesdienstes „jugendgerecht“ gestaltet werden, sondern der gesamte Inhalt und Rahmen unter dem Aspekt gestaltet werden, dass auch kirchenferne Jugendliche angesprochen werden.
Das Konzept hinter den Event-Jugendgottesdiensten wird in pastoraltheologischen und liturgiewissenschaftlichen Veröffentlichungen diskutiert und auch soziologisch untersucht. Die Koordinatoren von find-fight-follow werden regelmäßig als Gastreferenten zu pastoraltheologischen und liturgiewissenschaftlichen Tagungen eingeladen.
Das Projekt find-fight-follow hat innerhalb der katholischen Kirche dafür gesorgt, dass jugendkulturelle Ausdrucksformen im Gottesdienst ihren legitimen Platz bekommen. Damit hat das Projekt wesentlich zur Gründung und zur Reputation der Jugendkirche Wien, dem ersten Jugendkirchen-Projekt Österreichs, beigetragen. Verschiedene Bischöfe (Kardinal Christoph Schönborn, Bischof Paul Iby, Weihbischof Helmut Krätzl, Jugendbischof Franz Lackner, Jugendbischof Stephan Turnovszky) haben bereits bei den Event-Gottesdiensten zelebriert.

## Kritik
Von verschiedenen Seiten wird das Konzept kritisch betrachtet.
Eher kirchendistanzierte Kritikern werfen den Veranstalter vor, mit jugendkulturellen Versatzstücken (Musik, Lichttechnik etc.) eine Anbiederung an Jugendliche zu betreiben. Hier wird kritisiert, dass angeblich die gleichen alten kirchlichen Inhalte nur in eine attraktive neue Verpackung gegeben würden bzw. Jugendliche für die (katholische) Kirche „rekrutieren“ zu wollen, ohne dass diese sich tatsächlich öffnen würde.
Aus dem konservativen kirchlichen Bereich bezieht sich die Kritik vor allem auf den freien Umgang mit liturgischen Vorschriften. Hier wird eine „Profanierung“ des Gottesdienstes befürchtet.

## Veröffentlichungen
- G. Jansen: Berühren, nicht belehren, in: Heiliger Dienst 4/2005, 246–253.
- J. Uhlik: Wandel des pastoralen Stils? Hirtenverständnis und Jugendseelsorge im Zeichen einer „Erlebnisgesellschaft“, Reihe: Soziologie, Bd. 63, 2007 200 S., ISBN 978-3-8258-0313-1
- M. Schrom: Beten unterm Laserblitz. Find. Fight. Follow. Wie Jugendliche heute anders Gottesdienst feiern. Christ in der Gegenwart 1/2008, Bilder der Gegenwart 5-8 (PDF; 6,2 MB)